# Borkener Paradies
Het Borkener Paradies is een Duits natuurgebied (in het Duits een Hudewald genoemd) nabij Versen ten noordwesten van Meppen van circa 30 hectare dat al eeuwenlang dienst doet als bosweidegebied voor rundvee. Sinds 1937 is het een door de overheid beschermd natuurgebied.

## Beschrijving
Het Borkener Paradies wordt omringd door een oude meander van de rivier de Eems. Het gebied wordt gekenmerkt door begroeide rivierduinen. Typerend zijn de open gebieden, afgewisseld door begroeiing met oude eiken en struiken als de sleedoorn en de meidoorn. Het gebied kent een rijke verzameling planten, insecten en vogels, waaronder een grote populatie nachtegalen. In het midden van het gebied ligt een kolk. Door de begrazing vindt er natuurlijke bemesting plaats. De afwisseling van weitjes, bossen, struiken en duinen geeft het natuurgebied een parkachtig karakter.
Het totale natuurgebied was oorspronkelijk 78 hectare groot. In 1937 werd een deel van het gebied aan de oostzijde ontgonnen, waardoor nog 33,4 hectare natuurgebied overbleef. Hiervan bleef uiteindelijk zo'n 30 hectare als beschermd natuurgebied gehandhaafd.
Het Borkener Paradijs is een van de weinig overgebleven voorbeelden van dit type bosweidegebieden in rivier- en beekdalen, die ooit ook in Nederland hebben bestaan. De oude meander is weer via een stuw met naastgelegen stroomversnelling verbonden met de Ems.

Steenanjer in het Borkener paradies
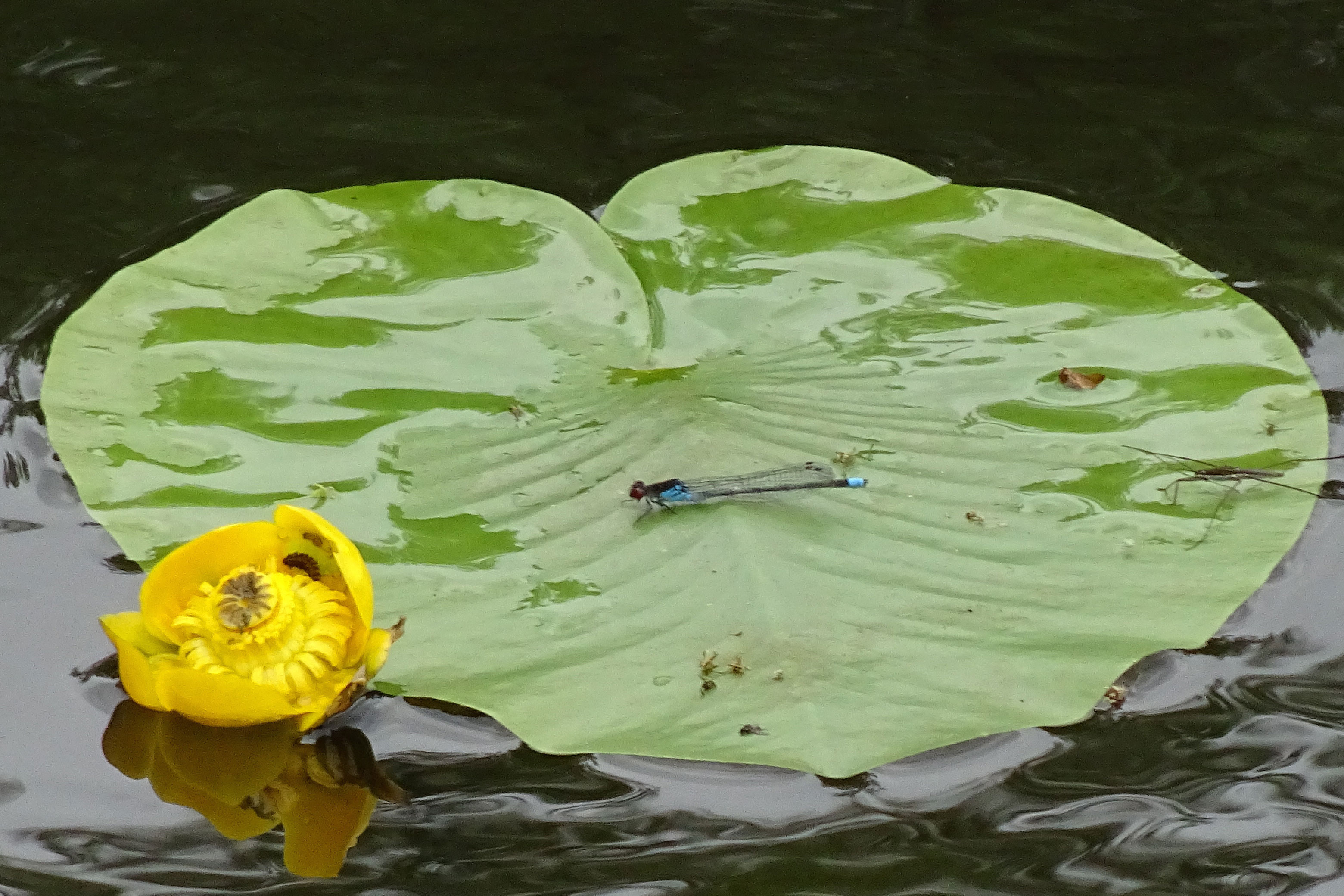
Gele plomp met roodoogjuffer in het Borkener paradies
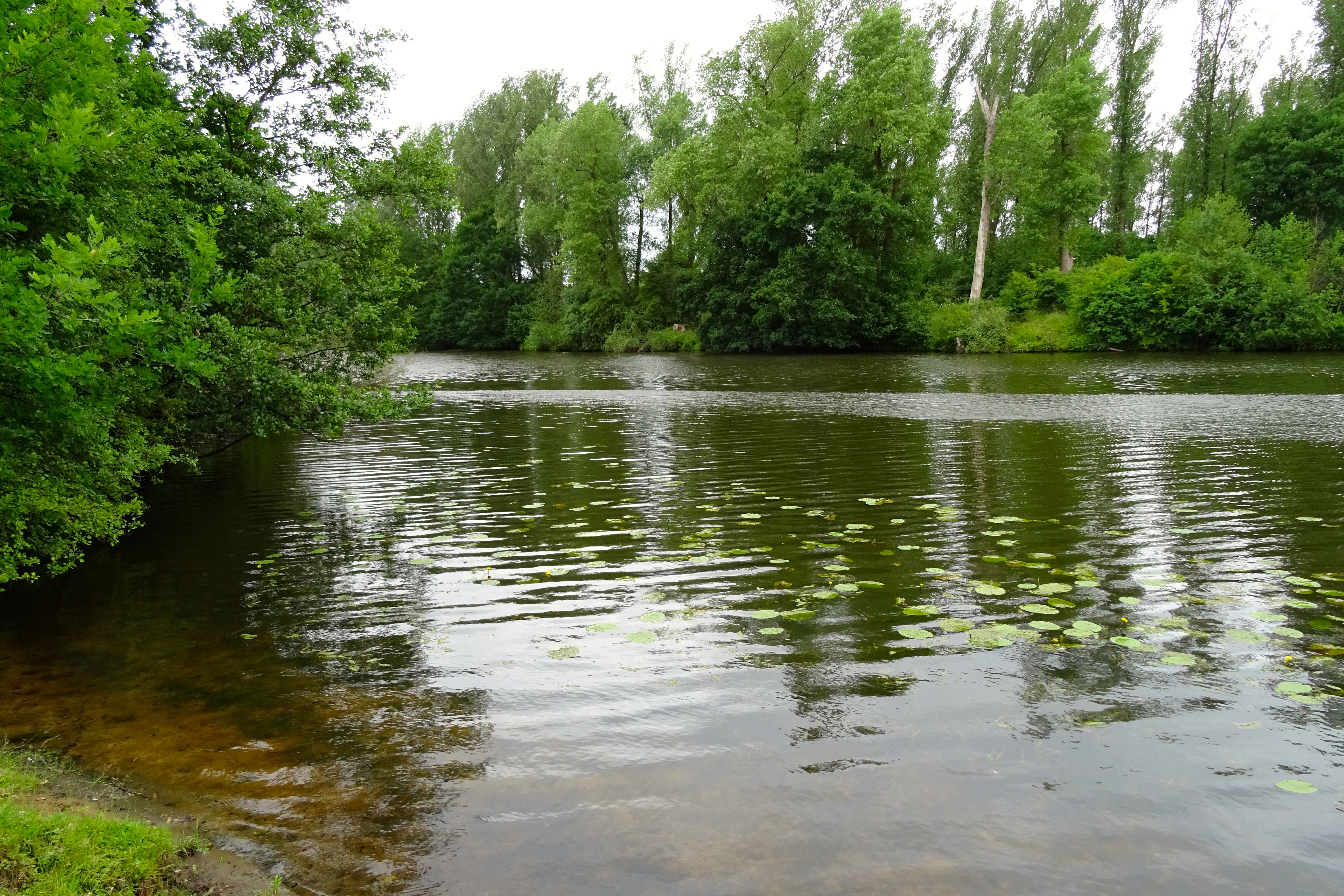
Oude meander van de Eems langs het Borkener Paradies
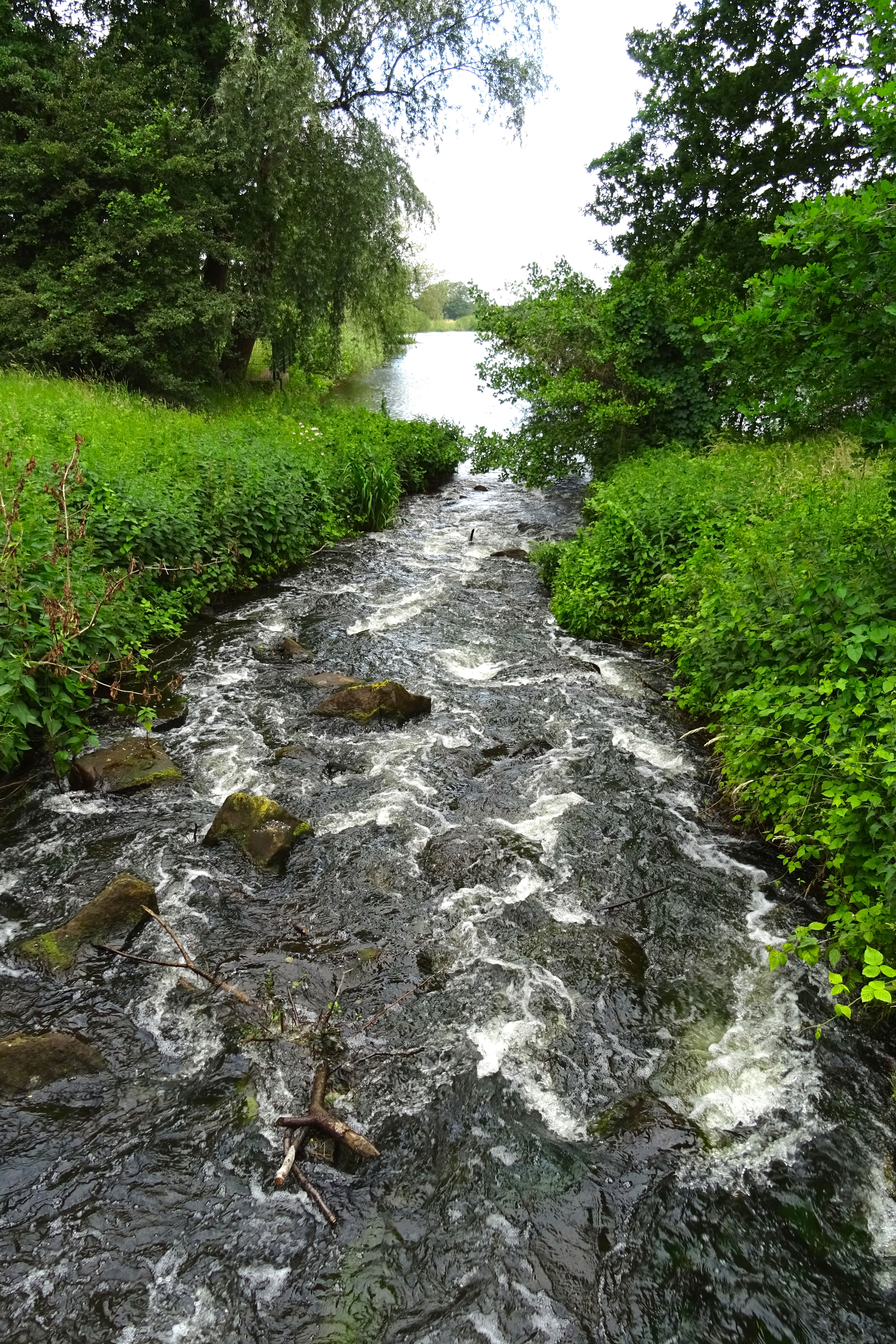
Nieuw aangelegde stroomversnelling bij het Borkener Paradies
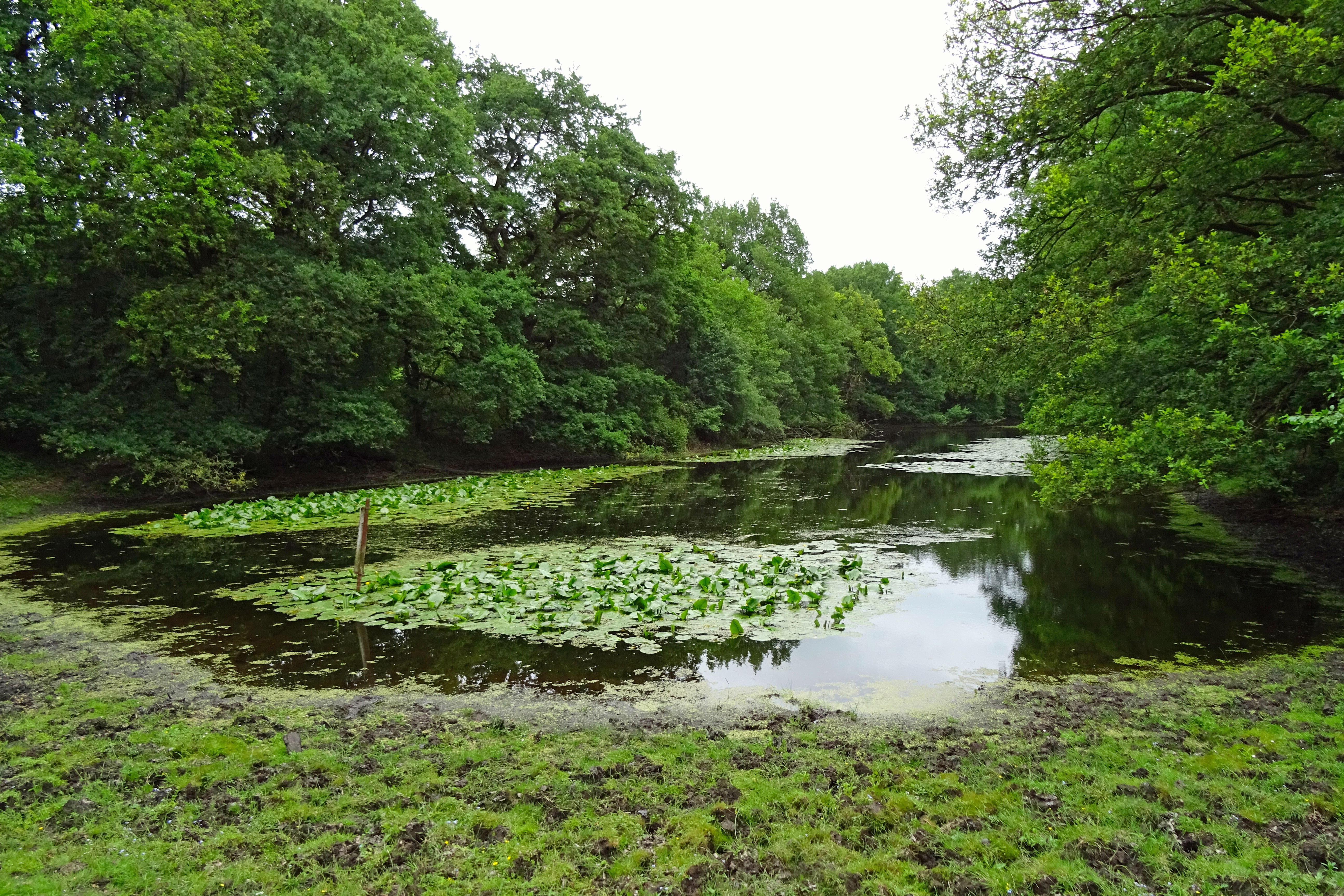
Kolk in het midden van het Borkener paradies